# Eva Haldimann
Eva Haldimann, född Román 8 mars 1927 i Budapest, död 15 september 2019 i Genève, var en schweizisk litteraturkritiker och översättare från ungerska till tyska; hon var av ungersk börd. 
Haldimann disputerade 1956 vid Zürichs universitet på avhandlingen Stilkritische Untersuchungen an Le Tourneurs Übersetzung der Shakespeareschen Lustspiele, som handlar om Pierre Letourneurs översättningar av Shakespeares komedier. Haldimann inledde sin verksamhet som litteraturkritiker i Neue Zürcher Zeitung år 1963 och kom att publicera mer än 300 bokanmälningar.
Haldimann publicerade 1977 en recension av romanen Sorstalanság av Imre Kertész; denna recension ledde till att Haldimann och Kertész inledde en långvarig brevväxling.